# Berthasaura
Berthasaura („Berthin ještěr“) byl rod drobného teropodního dinosaura z infrařádu Ceratosauria a čeledi Noasauridae. Tento kuriózně bezzubý a druhotně býložravý teropod žil v období pozdní křídy (věk santon, asi před 85 miliony let) na území dnešní Brazílie (stát Paraná).

## Historie objevu
Formálně byl tento teropod popsán v listopadu roku 2021, typovým a jediným známým druhem je B. leopoldinae. Rodové jméno dinosaura je poctou brazilské vědkyni, diplomatce a političce jménem Bertha Maria Júlia Lutz, druhové zase odkazuje k první brazilské císařovně Marii Leopoldině Habsbursko-Lotrinské.

## Popis
Holotyp s označením MN 7821-V ze sedimentů geologického souvrství Goio-Erê představuje velmi dobře zachovanou a značně kompletní kostru. Jednalo se o velmi malého býložravého nebo všežravého dinosaura s délkou pod 1 metr (jedná se ale o plně nedorostlého, subadultního jedince). Podobně malí byli v dospělosti také příbuzní čínští teropodi z rodu Limusaurus, dosahující délky jen kolem 1,7 až 2 metrů a hmotnosti asi 15 až 20 kilogramů. Limusauři ale byli bezzubí až v dospělosti, zatímco zástupci rodu Berthasaura zřejmě po celý život.
Novější výzkum publikovaný roku 2025 však ukazuje, že zástupci tohoto rodu se pravděpodobně líhnuli z vajíček ještě s funkční denticí a zuby postupně ztráceli teprve v průběhu své ontogeneze (postupného individuálního vývoje).

## Paleoekologie
Tito dinosauři obývali území dávné pouště a spolu s nimi zde sídlili také početní ptakoještěři (například rody Caiuajara and Keresdrakon).
Paleontologové předpokládají, že zatímco dospělci limusaura byli plně býložraví, jejich mláďata byla ještě spíše všežravá. Podobně to mohlo platit i pro brazilský druh.
V roce 2023 byl ze stejného geologického souvrství popsán také nový dinosauří ichnotaxon (představující fosilní stopy rychle běžícího teropoda), který byl na počest amerického paleontologa Jamese Farlowa popsán jako Farlowichnus rapidus.